# ペスト

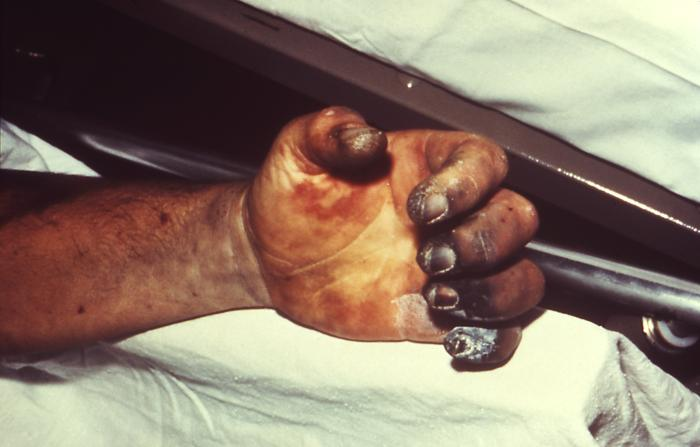
ペストで黒くなってしまった手

ペスト（百斯篤、百斯杜、ドイツ語: Pest、英語: plague）とは、ペスト菌による感染症。症状は、発熱、脱力感、頭痛などがある。感染して1-7日後に発症する 。感染者の皮膚が内出血して紫黒色になるため、黒死病（こくしびょう、英語: Black Death、ドイツ語: Schwarzer Tod）とも呼ばれる。
感染ルートや臨床像によって腺ペスト、肺ペスト、敗血症型ペストに分けられる。人獣共通感染症かつ動物由来感染症である。ネズミなど齧歯類を宿主とし、主にノミによって伝播されるほか、野生動物やペットからの直接感染や、ヒト→ヒト間での飛沫感染の場合もある。感染した場合、治療は抗生物質と支持療法による。致命率は非常に高く、治療した場合の死亡率は約10%だが、治療が行われなかった場合には60%から90%に達する（これはエボラ出血熱の40〜70％よりも高い）。
英語で本来は伝染病全般を意味するplagueがペストをも意味するように、スペイン風邪と並んで伝染病を代表するものと言える。世界の歴史において古来、複数回の世界的大流行が記録されており、14世紀に起きた大流行では、当時の世界人口4億5000万人の22％にあたる1億人が死亡したと推計されているが、正式な住民登録制度はおろか正式な記録文書もないため信憑性は不明である。1894年の香港における発生時、パスツール研究所のアレクサンドル・イェルサンや日本の北里柴三郎によって原因菌が突き止められ、有効な感染防止対策がなされ流行は減ったが、近年でもペストの感染は続いている。2004-2015年で世界で56,734名が感染し、死亡者数は4,651名（死亡率 8.2%）である。
日本の感染症法では一類感染症に指定されている。なお、一類感染症では唯一の細菌感染症である。

## 症状と病型
多くの場合の潜伏期間は2–7 日で、全身の倦怠感に始まって寒気がし、39 °Cから40℃の高熱が出る。
その後の、ペスト菌の感染の仕方と症状の出方によって「腺ペスト」「肺ペスト」などに分類されている。
次のような病型に分類されている。

### 腺ペスト（bubonic plague）

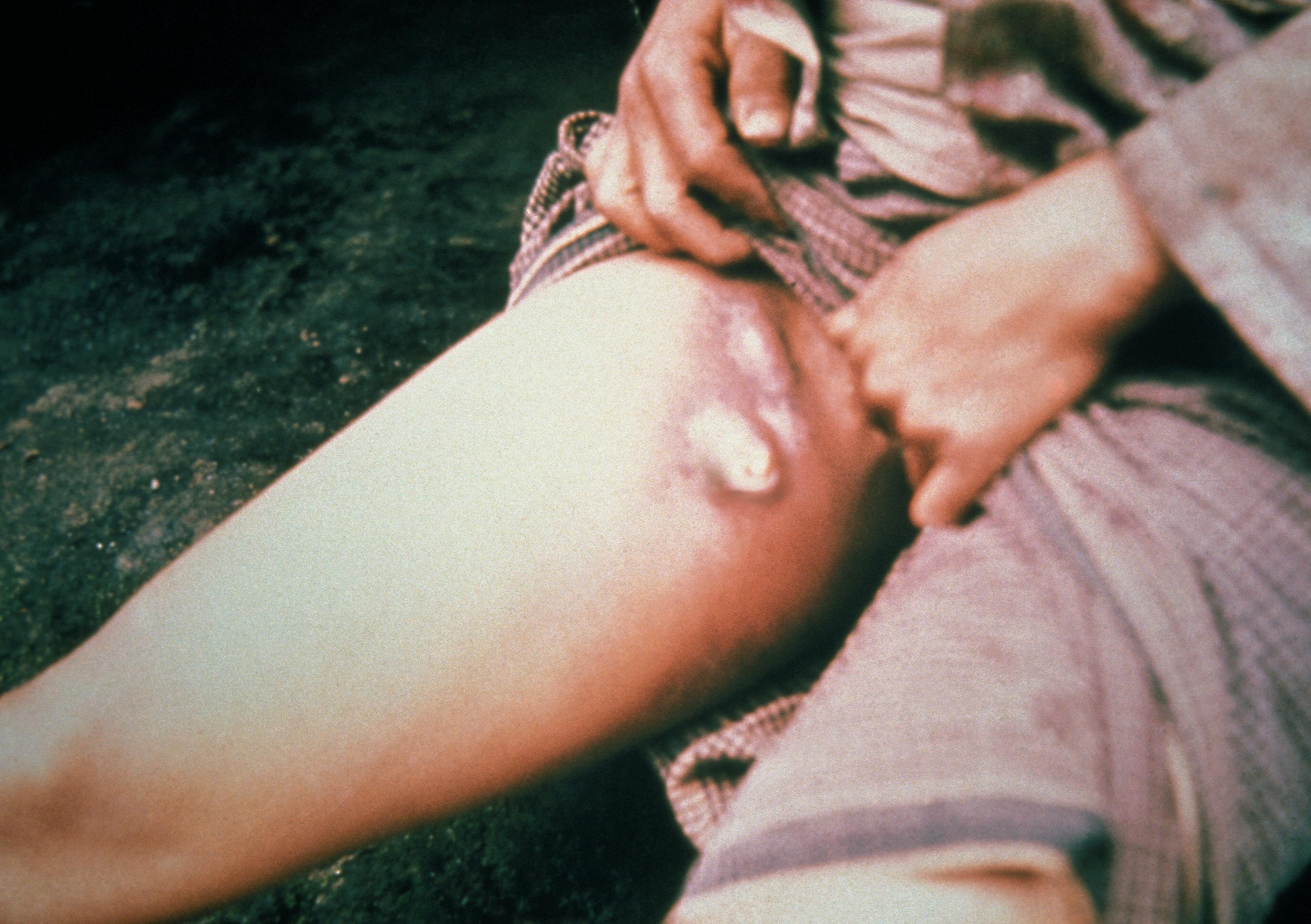
腺ペストの症状の例

リンパ節が冒されるのでこの名がある。ペストの中で最も頻度の高い病型。ペストに感染したネズミから吸血したノミに刺された場合、まず刺された付近のリンパ節が腫れ、ついで腋の下や鼠蹊部のリンパ節が腫れて痛む。リンパ節はしばしば拳大にまで腫れ上がる。ペスト菌が肝臓や脾臓でも繁殖して毒素を生産するので、その毒素によって意識が混濁して心臓が衰弱し、治療しなければ数日で死亡する。
皮膚ペスト・眼ペスト
ノミに刺された皮膚や眼にペスト菌が感染し、膿疱や潰瘍をつくる。

### 敗血症（性）ペスト（septicemic plague）

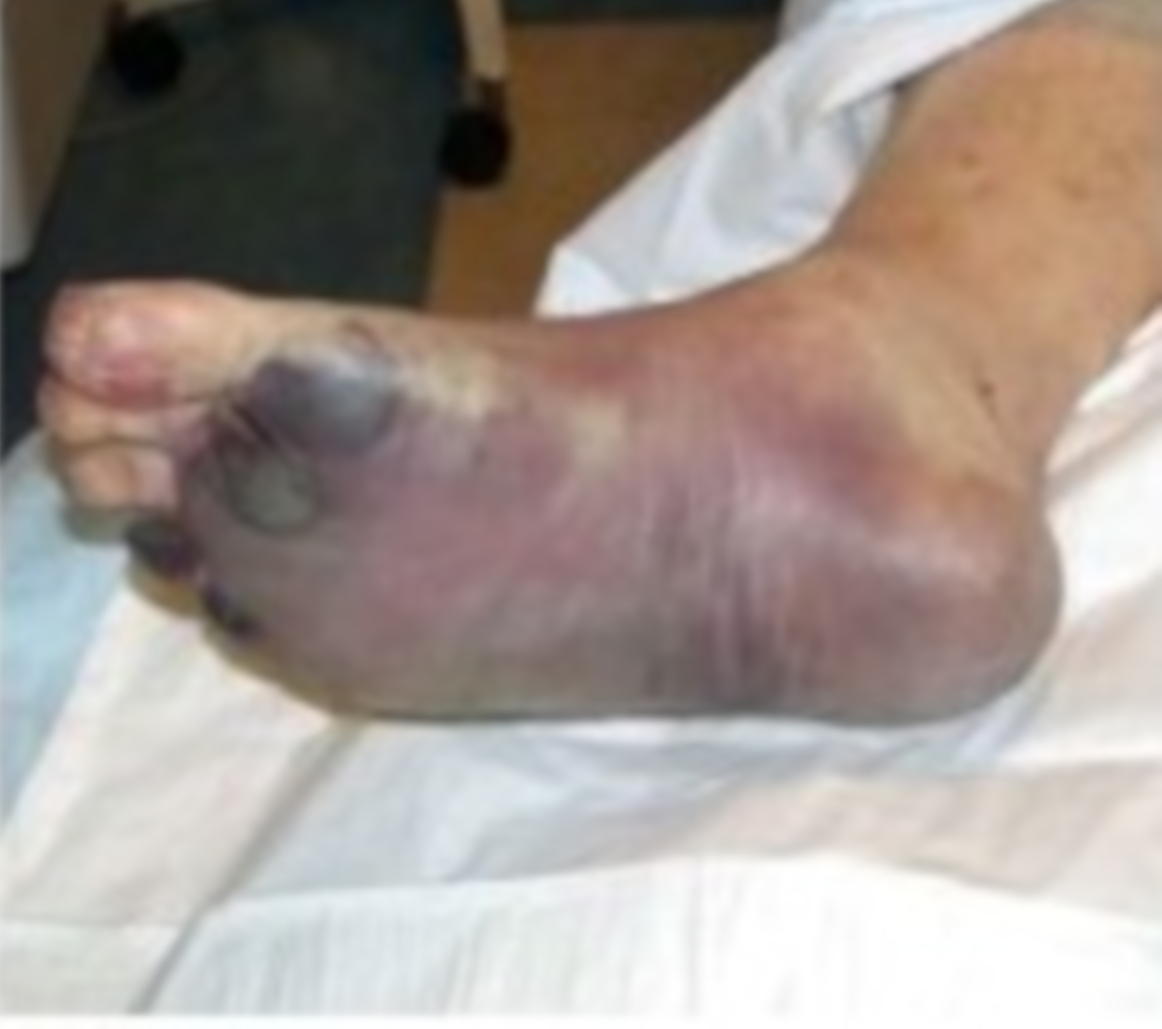
敗血症性ペストの症状の例。足の皮膚が黒くなってしまっている。

1割がこのタイプとされる。局所症状を呈しないままペスト菌が血液によって全身に回り敗血症を起こすと、急激なショック症状、昏睡、皮膚のあちこちに出血斑ができて、手足の壊死を起こし全身が黒い痣だらけになって死亡する。
ペストの別名である“黒死病”は、この敗血症（性）ペストの症状から生まれた呼称である。

### 肺ペスト（pneumonic plague）
腺ペストの流行が続いた後に起こりやすいが、時に単独発生することもある。腺ペストを発症している人が二次的に肺に菌が回って発病する。また、肺ペスト患者の咳やくしゃみによって飛散したペスト菌を吸い込んで発病することもある。
頭痛や40℃程度の発熱、下痢、気管支炎や肺炎により呼吸困難、血痰を伴う肺炎となる。呼吸困難となり治療しなければ数日で死亡する。

## 原因

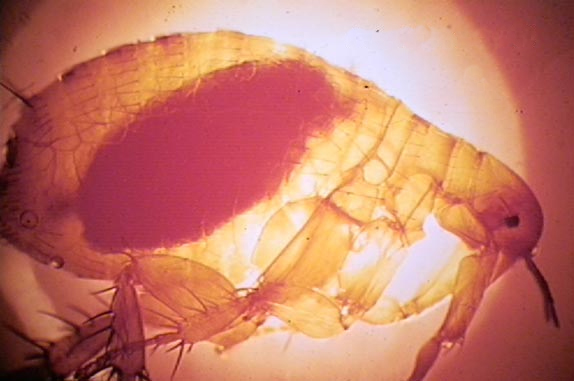
吸血した血を貯えたオリエンタルラットノミ

ネズミ、イヌ、ネコなどを宿主とし、ノミが媒介してヒトに伝染する。ペストは元々は齧歯類（特にクマネズミ）に流行した病気であるので、まずネズミなどの間に流行が見られた後に、イヌ、ネコ、ノミなどを介してヒトに伝染し人間社会で感染が拡大するという経緯をたどることが特に多いと考えられている。
ヒトへの感染経路はノミによる感染が78%、ペットを含む小動物からの感染が20%となっている。

### ノミ→ヒト感染
ペスト菌はネズミなど主に野性齧歯類を感染動物とし、これを吸血するノミを媒介節足動物とする伝播サイクルにより自然界において維持されている。ヒトがこのサイクルに入り込むことによってペスト菌への感染が成立する。
アメリカ合衆国では野生のリス、ウサギ、プレイリードッグも感染宿主である。

### 動物→ヒト感染
ネコはネズミ等を捕食するため、保菌ノミに曝露され感染する。 2014年にペットの犬を感染源とするヒト肺ペスト流行が報告された。モンゴルや中国では、野生マーモットの猟師でペスト集団感染が報告されている。このように動物との接触感染が報告されているため、野生動物およびペット等の愛玩動物との過度の接触にも留意すべきである。
感染ネコからの飛沫感染で肺ペストを発症した例も5例の報告がある。
なお、ジビエ食ではラクダの肝臓を生食してペスト菌による咽頭炎を発症したサウジアラビアの例がある。

### ヒト→ヒト感染
一旦ヒトに感染した後の、「ヒト→ヒト感染」の経路は、ペストの種類によってやや傾向が異なる。
- 「腺ペスト」の場合、患者の身体から菌に汚染された体液が浸み出し、衣服にもつく。別の人（未感染者）が患者の身体や患者の衣服に触れると菌が移り感染する。
- 「肺ペスト」の場合は、患者が肺炎にかかり、咳をし、菌が大量に入った痰（血痰）や唾の飛沫が飛び散り、感染者の身体の表面、衣服、周囲のモノなどにつき、そこから感染する（飛沫感染）[4]。他のヒト（未感染者）が、感染者の身体、衣服、周囲のモノなどに触れると菌が粘膜から入り感染する。感染者の血痰やツバの飛沫を直接浴びた場合も当然感染する。

肺ペスト患者からのペスト菌を含んだ血痰などは、1〜2メートルは飛散する。

## 診断
血液、痰、リンパ節からの膿などをサンプルとして採取して検査する。

## 治療
適切な抗菌薬による治療が行われなかった場合、現在でも30％以上の患者が死亡し、腺ペストでの死亡率は30％から60％、肺ペストの場合はさらに死亡率は高まる。これはエボラ出血熱に匹敵する。ただしペストは早期に適切な抗菌薬を投与すれば20％以下に抑えることが可能である。
感染症指定医療機関に隔離され、株ごとに異なる感受性のある抗生物質による治療が行われる。代表的な抗菌薬として、テトラサイクリン、クロラムフェニコール、ストレプトマイシン、ドキシサイクリン、シプロフロキサシンが挙げられる。
治療薬としてフルオロキノロン系、アミノグリコシド系、もしくはテトラサイクリン系の抗菌薬が使用される。

## 予防
予防策として、
- 感染の予防策としては、ペスト菌を保有するノミや、ノミの宿主となるネズミの駆除。
- 腺ペスト患者の体液に触れない。
- 患者部屋への立ち入りを制限。
- 患者の 2メートル以内に接近する場合は、マスク、眼用保護具、アイソレーションガウン、手袋の着用。
- テトラサイクリン、ドキシサイクリン、ST合剤の予防内服。

が挙げられる。
なお、有効なワクチンは存在しない。コクラン共同計画によるシステマティック・レビューによれば、ワクチンの有効性について言及できる質の医学研究は見つからなかった。

## 歴史
ペストはこれまでに3度にわたる世界的流行をみている。
- 第1次（英語版）は、6世紀の「ユスティニアヌスのペスト（英語版）」に始まって8世紀末まで続いたもの。
- 第2次（英語版）は、14世紀に猖獗を極めた「黒死病」から17世紀末にかけてのもので、オスマン帝国では19世紀半ばまで続いた。
- 第3次（英語版）は、19世紀末から21世紀まで続くものである。

第2次のパンデミックは、1331年に中国大陸で発生し、元の人口を半分に減少させる猛威を振るったのち貿易ルートに沿ってヨーロッパ、中東、北アフリカに拡散し、およそ8000万人から1億人ほどが死亡したと推計されている。ヨーロッパでは、1348年から1420年にかけて断続的に流行した。ヨーロッパで猛威をふるったペストは、放置すると肺炎などの合併症によりほぼ全員が死亡し、たとえ治療を試みたとしても、当時の医療技術では十分な効果は得られず、致命率は30%から60%に及んだ。イングランドやイタリアでは人口の8割が死亡し、全滅した街や村もあった。ペストによってもたらされた人口減は、それまでの社会構造の変化を強いられる大きな打撃を与えた。
中国大陸のペストは19世紀に再び発生。1894年に世界的交易地だった英領香港に飛び火したためパンデミックを引き起こした。日本政府は北里柴三郎ら調査団を派遣し、同年6月12日に香港到着。北里は同14日にペスト菌を発見した（イェルサンとほぼ同時）。団員からも感染者が出たが北里は現地に留まり、石炭酸や石灰液による消毒が有効なことを突き止め、さらに患者の家に死骸が多くあったネズミが媒介しているとみられることを香港政庁に伝えた。
- 中世ヨーロッパにおけるペストの伝播（第二のパンデミック）。ポーランドでは被害が発生しなかった。
- ペスト患者を治療したペスト医師

### 1990年代

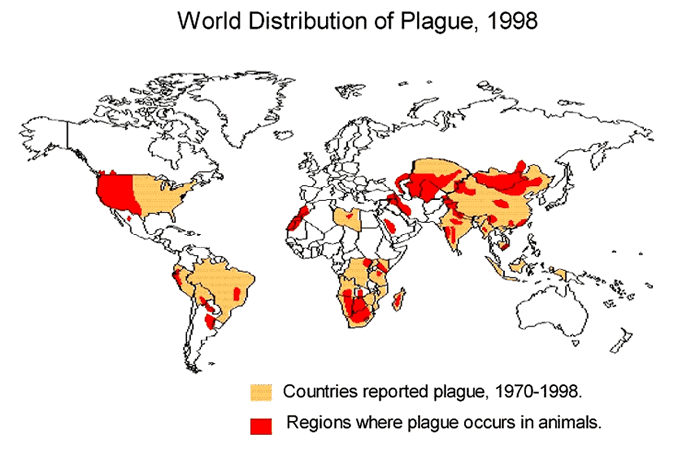
CDCによる汚染地域を示す地図 (1998)

世界保健機関（WHO）の報告によれば、1991年以降ヒトペストは増加し 1996年の患者3017人（うち死亡205人）、1997年には患者5419人（うち死亡274人）であった。ただし、WHOに報告された人のペスト患者数は、概して、実際の患者数よりも少なく、実態はさらに深刻であった。
汚染地域とされるのは、
1. アフリカの山岳地帯および密林地帯
2. アジア大陸東南部のヒマラヤ山脈周辺ならびに熱帯雨林地帯
3. 中国、モンゴルの亜熱帯草原地域
4. アラビア半島からカスピ海北西部
5. 北米南西部ロッキー山脈周辺
6. 南米北西部のアンデス山脈周辺ならびに密林地帯

などである。
1992-1995年に南米のペルーで流行があった。

### 2000年代
WHOによれば 2004-2015年の感染者は56,734名で、死亡者数は4,651名（死亡率 8.2%）であった。このうち86%（48,699名）は、マダガスカル（19,122名）、コンゴ民主共和国（14,175名）、タンザニア（6,448名）などのアフリカ諸国である。マダガスカルでは2017年にも流行し、患者2,348名、死亡202例であった。
2000年代ではアジアでも流行し、ベトナム（3,425名）、インド（900名）、ミャンマー（774名）、中国（584名）が報告されている。2011-2015年では中国5名、モンゴル5名、キルギス1名、ロシア1名。
全世界での平均発生数は、依然として発生する地域的なアウトブレイクによる増減は見られるものの、1998年以降、大きな変化はない。

## 日本におけるペスト発生
日本においてペストは、明治以前の発生は確認されていない。最初の報告は、1896年（明治29年）に横浜に入港した中国人船客で、3月29日に横浜に上陸し、同地の中国人病院で3月31日に死亡した。1899年（明治32年）9月、横浜沖での「亜米利加丸」検疫で船倉から高熱を出している中国人船員が見つかり、横浜海港検疫所の施設に隔離して検査したところペストと判明。関東上陸は阻止された。この時、検疫官補だったのが野口英世である。
だがその後、大小の流行が複数回あった。1899年（明治32年）11月が最初の流行で、台湾から門司港へ帰国した日本人会社員が広島で発病して死亡。その後、半月の間に神戸市内、大阪市内、浜松で発病、死者が発生した。1899年は45人のペスト患者が発生、40人が死亡した。
香港でペスト菌を発見した北里柴三郎の指導下、当局はペストの蔓延防止に努めた。翌年1月15日より東京市は予防のため、ネズミを1匹あたり5銭で買い上げた。火葬場で焼却されたネズミの霊を供養するための鼠塚が1902年（明治44年）、渋谷区の祥雲寺境内に建てられた。1901年（明治34年）5月29日、警視庁はペスト予防のため、屋内を除き跣足（裸足）での歩行を禁止（庁令第41号）。車夫・馬丁などの裸足を厳禁した。『日本』（新聞）によれば、10月6日横浜でペスト患者が発生し、10月30日発生地域の家屋12戸を焼き払い、12月24日には東京でペスト患者が発生した。最大の流行は1905-1910年の大阪府で、958名の患者が発生し、社会的に大きな影響を与えた。この際、紡績工場での患者発生が続いたことから、ペスト流行地のインドから輸入された綿花に混入したネズミが感染源というのが通説になった。1914年4月に東京でペストが流行し、年末までの死者は41人。1899年から1926年までの日本の感染例は2,905名で、死亡例2,420名が報告された。
1927年（昭和2年）以降は国内感染例はない。

## 日本における対応について

### 感染症指定医療機関の指定状況
2019年（平成31年）4月1日現在の日本国内における感染症指定医療機関の指定状況は、特定感染症指定医療機関が4医療機関（10床）で第一種感染症指定医療機関 が55医療機関（103床）である（うち2か所は特定感染症指定医療機関と重複している。）。

### 検査方法
細菌学的検査法については、国立感染症研究所で定められている「ペストの病原体検査・診断マニュアル」に従って実施する。
確定診断には、下記の要件が必要と考えられている。

### 回復者管理
入院しているペスト患者が退院する場合には、あらかじめ病原体を保有していないことを確認する必要がある。病原体を保有していないことの確認方法は、「感染症の病原体を保有していないことの確認方法について」に基づき検査を実施する。

## 文芸作品
- ジョヴァンニ・ボッカッチョ『デカメロン』（1349-51年） - 1348年のペストを題材とする。
- 死の舞踏 (美術) - 14世紀頃のペスト流行をきっかけとして成立。
- イブン・バットゥータ『大旅行記』- 14世紀のイスラーム世界におけるペスト被害の記述がある。
  - イブン・バットゥータ 『大旅行記』 イブン・ジュザイイ（英語版）編、家島彦一訳注、平凡社〈東洋文庫〉（全8巻）、1996年-2002年。NCID BN14503129。
- シェイクスピア『ロミオとジュリエット』（1595年頃） - 作中でペストが重要な役割を持つ。

- ダニエル・デフォー『ペスト』（1722年） - 1665年から翌66年にかけてのロンドンでのペスト大感染（パンデミック） (en:Great Plague of London) を題材とする。

主な日本語訳
- デフォー『ペスト』平井正穂訳、中央公論新社〈中公文庫〉、1973年、改版2009年7月。ISBN 978-4-12-205184-3。
- デフォー『ロンドン・ペストの恐怖 栗本慎一郎訳・解説、小学館〈地球人ライブラリー 004〉、1994年7月
- デフォー『ペストの記憶』武田将明訳・解説、研究社〈英国十八世紀文学叢書3〉、2017年9月。ISBN 978-4-327-18053-9。

- アレッサンドロ・マンゾーニ『いいなづけ』（1827年） - 1629年から1631年にかけてのミラノを襲ったペスト（en:1629–1631 Italian plague）の記述。

主な日本語訳
- 『いいなづけー17世紀ミラーノの物語』平川祐弘訳、河出書房新社〈河出文庫〉全3巻、2006年

- アーダルベルト・シュティフター『御影石』（原題:Granit, 1853年） - 老人が語り手である孫の少年に、かつてその地方を襲ったペストの記憶を物語る。
  - 『みかげ石 他二篇』手塚富雄・藤村宏訳、岩波文庫、改版1988年
- アルベール・カミュ『ペスト』（1947年） - アルジェリアでペストが大流行する設定の小説。
- 楳図かずお『漂流教室』（1972年 - 1974年）- 未来世界に飛ばされた小学生たちの間でペストが発生する。
- 西村寿行『滅びの笛』（1976年）・『滅びの宴』（1980年） - 日本でペスト菌を持つ鼠が大発生する設定の小説。
- コニー・ウィリス『ドゥームズデイ・ブック』大森望訳・ハヤカワ文庫（2003年） - 21世紀の歴史研究家が14世紀にタイムトラベルするSF小説。
- ダン・ブラウン『インフェルノ』（2013年）
- 朱戸アオ『リウーを待ちながら』（講談社『イブニング』連載, 2017-2018年） - 日本でペストのパンデミックが起こるという設定の漫画。
- プレイグ テイル -イノセンス- 黒死病が蔓延る英仏百年戦争の時代を舞台に幼い姉弟の生き抜くことを題材としたゲーム。
- ゴッド・オブ・ウォー 導かれし勇者たち（原題：Black Death）
- オルハン・パムク 『ペストの夜』(2021年)

## 関連法規
- 感染症法ではエボラ出血熱や天然痘などと共に一類感染症に指定されている。
- 検疫法に基づく検疫感染症である。
- 感染症法ではペスト菌は特定二種病原体（国民の生命及び健康に「重大な」影響を与えるおそれがある病原体）に指定されており、所持、輸入、譲渡し及び譲受けには厚生労働大臣の許可が必要となる。運搬には都道府県公安委員会への届出が必要である。所持者には帳簿を備える記帳義務が課せられる。
- アメリカ疾病予防管理センターでは生物兵器として利用される可能性が高い病原体として、ペスト菌を最も危険度、優先度の高いカテゴリーAに分類している。なお、カテゴリーAにはペスト菌の他、炭疽菌、ボツリヌス菌、野兎病菌、天然痘ウイルス、エボラウイルスなどの出血熱ウイルスも指定されている。